# 五辻真吾
五辻 真吾（ごつじ しんご）は、日本の俳優である。本名同じ。石川県七尾市出身。主にテレビドラマ、映画、舞台を中心に活動。身長166cm。血液型B型。現在はフリーで活動。TikTokライブ配信を2024年7月より開始。

## 来歴
21歳で上京し、主に舞台で芝居の下積みを重ねる。現在は映画、CM、テレビドラマでも活動。
2008年、五辻自身の誕生日に放送された日本テレビ開局55周年記念番組「ヒットメーカー 阿久悠物語」では萩本欽一役を演じている。2011年11月公開の映画「恋の罪」では水野美紀演じる刑事の相棒役を演じる。2012年4月より放送のNHK「BS時代劇・陽だまりの樹」では、実在した人物大槻俊斎を演じる。

## 人物・エピソード
- 特技はものまね・殺陣・料理・テレビゲーム・電話対応のほか、ファミリーコンピュータソフトの製造メーカーを即答できる。
- 水木しげるの大ファンであり、妖怪に詳しい。
- 藤子・F・不二雄を尊敬しており、ほとんどの作品を読破している。

## 出演

### 映画
- 金融腐食列島（監督：原田眞人、1999年）
- 禅 ZEN（監督：高橋伴明、2009年）
- バイオハザード:ディジェネレーション（監督：神谷誠、2009年）
- 抜け忍（監督・脚本：千葉誠治、2009年）
- ばかもの（監督：金子修介、2010年）
- スイートリトルライズ（監督：矢崎仁司、2010年）
- ヒーローショー（監督：井筒和幸、2010年）
- ポールダンシングボーイ☆ず（監督：金子修介、2011年）
- 恋の罪（監督：園子温、2011年） - 木村一男 役
- 宇宙兄弟（監督：森義隆、2012年）
- すーちゃんまいちゃんさわ子さん（監督：御法川修、2013年）
- 謝罪の王様（監督：水田伸生、2013年）
- グレイトフルデッド（監督：内田英治、2014年）
- 8年越しの花嫁（監督：瀬々敬久、2017年）
- 検察側の罪人（監督：原田眞人、2018年）
- カイジ ファイナルゲーム（監督：佐藤東弥、2020年）
- はらむひとびと（監督：中嶋駿介、2025年）[1]

### テレビドラマ
- 国産ひな娘（テレビ東京、1999年）
- 火曜サスペンス劇場「身辺警護」（日本テレビ、2002年）
- トキオ 父への伝言（NHK、2004年）
- NHK大河ドラマ「新選組!」（NHK、2004年）
- 仮面ライダー電王（テレビ朝日、2007年）
- 日本テレビ開局55周年記念番組ヒットメーカー 阿久悠物語（2008年） - 萩本欽一役
- ママはニューハーフ（テレビ東京、2009年）
- 古代少女ドグちゃん（毎日放送、2009年）
- 天装戦隊ゴセイジャー（テレビ朝日、2010年）
- 崖っぷちのエリー（テレビ朝日、2010年）
- 鈴木先生（テレビ東京、2011年）
- グッドライフ〜ありがとう、パパ。さよなら〜（フジテレビジョン、2011年）
- NHK大河ドラマ「江〜姫たちの戦国〜」（NHK、2011年）
- BS時代劇「陽だまりの樹」（2012年） - 大槻俊斎役
- 早海さんと呼ばれる日SP（フジテレビジョン、2012年）
- 東野圭吾ミステリーズ 第五話（フジテレビジョン、2012年）
- 松本清張没後20年特別企画・危険な斜面（フジテレビジョン、2012年） - 八木誠 役
- 堂場瞬一サスペンス 逸脱〜捜査一課・澤村慶司（フジテレビジョン、2013年）
- 人生、成り行き　天才落語家・立川談志　ここにあり（NHKBS、2013年） - 立川談幸役
- 相棒season12（テレビ朝日、2013年） - 記者役
- 血の轍（WOWOW、2014年） - 公安・田村役
- ウルトラマンギンガS」第3話（テレビ東京、2014年） - 雑貨店主役
- 検事・霞夕子7　死人に口あり（フジテレビジョン、2014年） - 警官 今村役
- 女はそれを許さない（TBS、2014年）
- シンデレラデート（東海テレビ放送、2014年） - 渡辺 祥一役
- びったれ!!!（tvk、2015年） - 会社員役
- マザー・ゲーム〜彼女たちの階級〜（TBS、2015年）
- デスノート（NTV、2015年）
- まんまこと〜麻之助栽定帳〜（NHK、2015年）
- 土曜ワイド劇場「特捜セブン〜警視庁捜査一課7係」（EX、2016年） - 細野健介役
- トットてれび（NHK、2016年）
- 月曜名作劇場「温泉殺人事件シリーズ 有馬温泉殺人事件」（TBS、2016年） - 根本晋一役
- 「キッドナップツアー」（NHK、2016年）- 山本役
- オトナの土ドラ「とげ 〜小市民倉永晴之の逆襲」（CX、2016年）- 鈴木淳役
- バイバイ、ブラックバード（WOWOW、2018年）- AD役
- 引き抜き屋～ヘッドハンターの流儀～（WOWOW、2019年）-高井役
- 日曜劇場「天国と地獄〜サイコな2人〜」（TBS、2021年） - 刑事　上杉真一役
- 妻、小学生になる。 第2話（2022年1月28日、TBS）
- マイファミリー（2022年4月10日 - 捜査員　甲斐役、TBS）

### テレビ
- SMAP×SMAP（関西テレビ・フジテレビ、1998年）
- 行列のできる法律相談所（日本テレビ、2003年）
- 1964東京オリンピック アスリート編（NHK総合、2013年）

### ビデオ
- 実録 柳川組FINAL（監督：辻裕之、2003年）
- リボルバー 青い春（監督：渡辺武、2003年）

### ミュージックビデオ
- さかいゆう『君と僕の挽歌』（2012年）

### 舞台
- 戦闘員日記（2002年）
- リストランテ（2002年）
- 崖ッぷち（2004年）
- 東京原子核クラブ（2004年）
- 舞台｜阪神淡路大震災（2005年）
- 殺陣パフォーマンス・崖（2006年）

### CM
- 「スカパー」（2000年）
- 「えきねっと」JR（2008年）
- 「サッポロ一番塩らーめん」サンヨー食品（2008年）
- 「麒麟淡麗 サッカーの興奮の、よろこび篇」KIRIN（2010年）
- 「モンスターハンター フロンティア オンライン 武器バージョン」カプコン（2010年）
- 「ジキニン かぜに効く黄色篇」全薬工業（2010年）
- 「スカパー セリエA長友篇」（2011年）
- 「docomo xi （2011年）
- 「スタイリー　スパークリング」伊藤園（2012年）（2013年）
- 「鉄拳タッグトーナメント2」バンダイナムコゲームス （2012年）
- 「エコロじいがく」NTTファシリティーズ （2013年〜2016年）
- 「禁煙外来」ファイザー （2014年〜2015年）
- 「東京海上日動あんしん生命」『がん診断保険R　いつもの車窓から』篇 （2015年〜）
- 「夢のからあげくん」ローソン （2016年）
- 「VAIO」『静寂キーボード編』（2016年)
- 「サッポロビール」『麦とホップ The gold』（2017年）
- 「ドミノピザ」『ピザパリピ編』（2017年）
- 「ネクソン」『ちゃんと大人になれる編』（2017年）
- 金運捜査官（金運馬蹄財布CMドラマ）高山健役（2020年）
- 「U-NEXT」web cm （2025年）

### ネットシネマ
- レンタル彼氏

### モーションキャプチャ
- バイオハザード:ディジェネレーション（監督：神谷誠、2009年）

### SNSドラマ
- ロス:タイム:ライフ親子篇（監督：筧昌也 LISMO Channel、月曜ドラマ）
- TikTokネモラボ『10年越しの嘘』
- TikTokネモラボ『最期の願い』